# Plectrocnemia australica
Plectrocnemia australica is een schietmot uit de familie Polycentropodidae. De soort komt voor in het Australaziatisch gebied.